# Strani giorni
Strani giorni è un singolo del cantautore italiano Franco Battiato, pubblicato nel 1996 dalla Mercury Records come estratto dall'album L'imboscata.

## Descrizione
Strani giorni è stata scritta da Battiato, Manlio Sgalambro e Benedict Fenner. Enrico Ghezzi diresse e montò il videoclip del brano.
La seconda traccia del singolo, Decline and Fall of the Roman Empire, è un provino inedito, mai inserito in altri album o raccolte. Il titolo è ispirato al saggio omonimo di Edward Gibbon e il testo è tratto dalla poesia Nota di passaggio di Sgalambro, densa di citazioni. La frase finale "dona, abbi pietà, abbi misura" è tratta dalle Upaniṣad; è presente anche ne La terra desolata di T. S. Eliot, in cui è stata inserita nella lingua originale: "Datta. Dayadhvam. Damyata". La poesia Nota di passaggio è stata pubblicata per la prima volta solo nel 2011 all'interno di Marcisce anche il pensiero: Frammenti di un poema, una raccolta di frammenti di opere, edite e inedite, scritte in precedenza da Sgalambro.
Sempre nel 1996 sono stati pubblicati due maxi singoli di remix in chiave dance di Strani giorni: uno con 6 tracce uscito su CD e uno con 8 tracce uscito su due vinili a 12 pollici.

## Tracce

### CD singolo
Musiche di Franco Battiato.
1. Strani giorni (feat. Nicola Walker Smith) – 3:57 (testo: Manlio Sgalambro e Benedict Fenner)
2. Decline and Fall of the Roman Empire (demo tape) – 3:40 (testo: Manlio Sgalambro)

Durata totale: 7:37

### CD maxi
1. Strani giorni (V Action Mix) (Michele Violante) – 4:50
2. Strani giorni (Dance Version) (Madaski) – 5:12
3. Strani giorni (Diagnostic Version) (Madaski) – 3:13
4. Strani giorni (Radio Edit) (Madaski) – 4:05
5. Strani giorni (The Other Planet Version) (Luca Cersosimo ed Enrico La Falce) – 4:16
6. Strani giorni (The Mathematical Remix) (Pardo e Casino Royale) – 4:43

Durata totale: 26:19

### 12"
Disco 1
1. Strani giorni (Dance Version) (Madaski) – 5:12
2. Strani giorni (Diagnostic Version) (Madaski) – 3:13
3. Strani giorni (V Action Mix) (Michele Violante) – 4:50
4. Strani giorni (V Action Full Vocal) (Michele Violante) – 4:50

Durata totale: 18:05
Disco 2
1. Strani giorni (The Other Planet Version) (Luca Cersosimo ed Enrico La Falce) – 4:16
2. Strani giorni (Radio Edit) (Madaski) – 4:05
3. Strani giorni (The Mathematical Remix) (Pardo e Casino Royale) – 4:43
4. Strani giorni (Drum'n'Bass) (Pardo e Casino Royale) – 4:42

Durata totale: 17:46